# به جزیره من خوش اومدی
«به جزیرهٔ من خوش اومدی» (به انگلیسی: Welcome to My Island) ترانه‌ای از خواننده-ترانه‌پرداز و تهیه‌کنندهٔ آمریکایی کارولین پولاچک می‌باشد که در ۵ دسامبر سال ۲۰۲۲ از سوی پرپچوال ناویس به‌عنوان چهارمین تک‌آهنگ از چهارمین آلبوم پولاچک تحت عنوان آرزو، می‌خوام تبدیل به تو بشم (۲۰۲۳) منتشر گردید.

## ریمیکس
نسخهٔ ریمیکس این ترانه با جورج دنیل و چارلی ایکس‌سی‌ایکس در ۲۰ ژانویهٔ سال ۲۰۲۳ منتشر شد.